# Mistrzostwa Ameryki w Piłce Ręcznej Mężczyzn 1994
Mistrzostwa Ameryki w Piłce Ręcznej Mężczyzn 1994 – szóste mistrzostwa Ameryki w piłce ręcznej mężczyzn, oficjalny międzynarodowy turniej piłki ręcznej o randze mistrzostw kontynentu organizowany przez PATHF mający na celu wyłonienie najlepszej męskiej reprezentacji narodowej w Ameryce. Odbył się w dniach 17 września 1994 – 23 września 1994 roku w brazylijskim mieście Santa Maria. Tytułu zdobytego w 1989 roku broniła reprezentacja Kuby. Mistrzostwa były jednocześnie eliminacjami do MŚ 1995.
Siedem uczestniczących zespołów rywalizowało w ramach jednej grupy systemem kołowym. W turnieju triumfowali Kubańczycy, wraz z pozostałymi medalistami zyskując awans do turnieju finałowego mistrzostw świata.

## Uczestnicy
- Kuba
- Brazylia
- Stany Zjednoczone
- Argentyna
- Meksyk
- Paragwaj
- Urugwaj

## Częściowe wyniki
| 17 września 1994 | Argentyna | 29:10 | Paragwaj | Santa Maria |
| 17 września 1994 |           | 29:10 |          | Santa Maria |

| 18 września 1994 | Argentyna | 35:6 | Urugwaj | Santa Maria |
| 18 września 1994 |           | 35:6 |         | Santa Maria |

| 19 września 1994 | Kuba | 25:20 | Argentyna | Santa Maria |
| 19 września 1994 |      | 25:20 |           | Santa Maria |

| 21 września 1994 | Brazylia | 27:18 | Argentyna | Santa Maria |
| 21 września 1994 |          | 27:18 |           | Santa Maria |

| 22 września 1994 | Argentyna | 28:13 | Meksyk | Santa Maria |
| 22 września 1994 |           | 28:13 |        | Santa Maria |

| 23 września 1994 | Stany Zjednoczone | 23:21 | Argentyna | Santa Maria |
| 23 września 1994 |                   | 23:21 |           | Santa Maria |

## Medaliści
| Miejsce | Reprezentacja     | Uwagi          |
| ------- | ----------------- | -------------- |
| złoto   | Kuba              | awans: MŚ 1995 |
| srebro  | Brazylia          | awans: MŚ 1995 |
| brąz    | Stany Zjednoczone | awans: MŚ 1995 |